# Asteroksylon

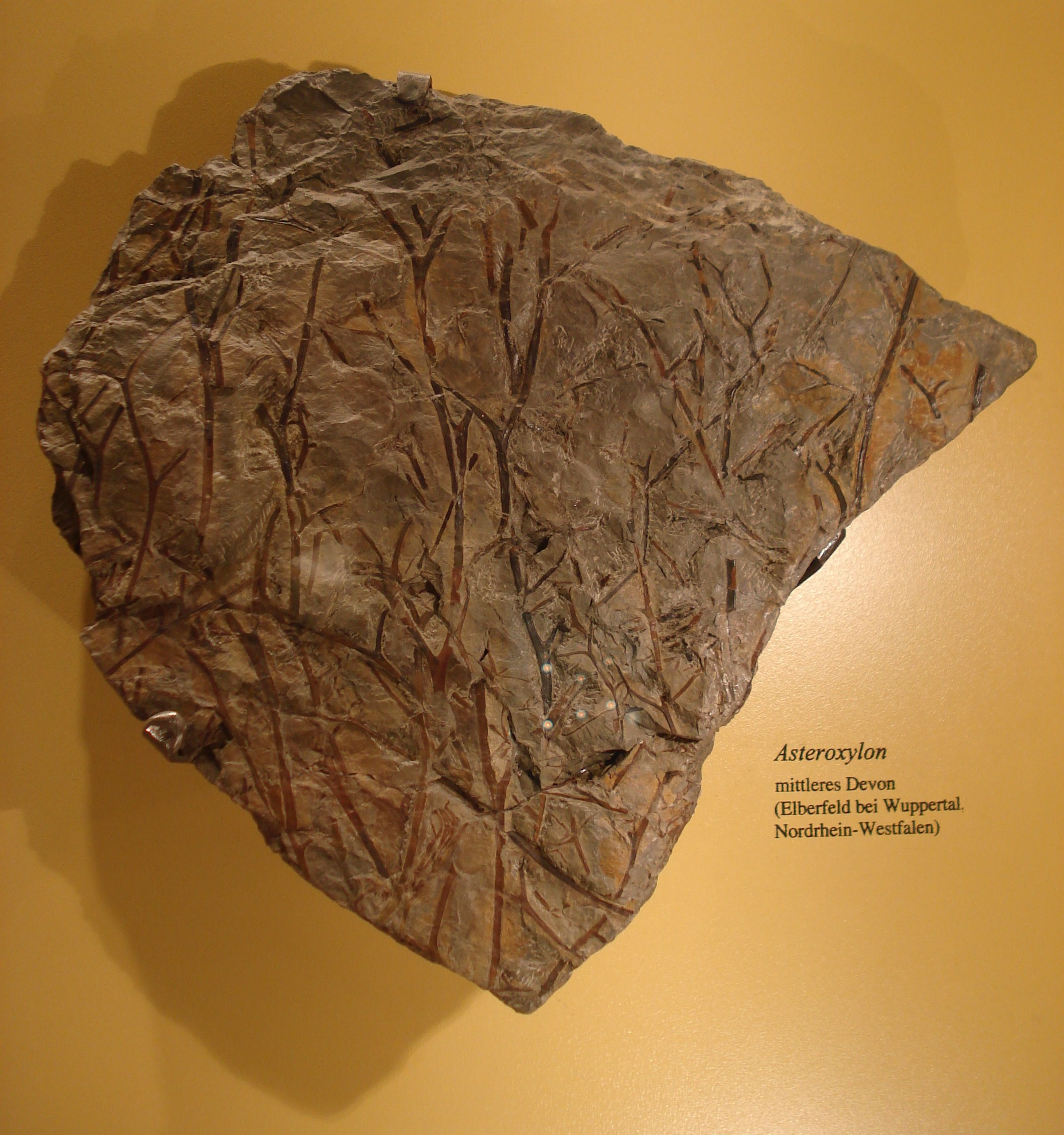
Skamieniałe asteroksylony znalezione w Niemczech

Asteroksylon (Asteroxylon mackiei) – wymarła roślina opisana po raz pierwszy z Rhynie Chert – stanowiska paleontologicznego odkrytego w Szkocji w 1912 r., datowanego na wczesny dewon (ok. 400 mln lat temu). Skamieniałości tego gatunku znane są od późnego syluru do końca dewonu. Początkowo roślina opisana została jako przedstawiciel ryniofitów Rhyniophyta, później jednak uznana została za przedstawiciela rzędu prawidłakowców.

## Odkrycie i historia klasyfikacji
Gatunek opisany został w 1920 r. przez Roberta Kidstona i Williama Henry'ego Langa jako roślina o najbardziej złożonej budowie odkryta we florze stanowiska Rhynie Chert. Roślina wyróżniała się liściopodobnymi wyrostkami pędu oraz aktynosteliczną (na przekroju gwiaździstą) budową walca osiowego. Badacze popełnili jednak błąd uznając, że do tego gatunku należą nagie gałązki zakończone szczytowymi zarodniami, i zaliczyli roślinę do ryniofitów. Dopiero w latach 60. XX wieku odkryto, że zarodnie u tych roślin rozwijały się bocznie na pędzie – na trzonkach u nasady liściopodobnych wyrostków (gałązki ze szczytowymi zarodniami opisane zostały jako odrębny takson – Nothia aphylla). Spowodowało to znaczącą zmianę pozycji taksonomicznej rośliny, sytuującą ją między zosterofilofitami a przodkami widłaków. Roślina zaliczana jest do prawidłakowców Drepanophycales, zwanych też Asteroxylales.
Poza Asteroxylon mackiei opisano także z tego rodzaju Asteroxylon elberfeldense, jednak po późniejszych analizach uznany on został za odrębny rodzaj Thursophyton.
Rodzaj Asteroxylon jest typem nomenklatorycznym dla monotypowej rodziny Asteroxylaceae Kidst., W.H. Lang Trans. Roy. Soc. Edinburgh, 52(3 [Art. 26]): 665, 674. 11 May 1920.

## Budowa
Asteroksylon miał wyprostowane, nadziemne łodygi osiągające ok. 40–50 cm wysokości, o średnicy do 12 mm, rozgałęziające się monopodialnie. Odgałęzienia boczne odchodzące od wyróżniającej się osi głównej rozgałęziały się jednak dychotomicznie. Łodygi wyrastały z pełzającego pod ziemią kłącza osiągającego do 4,2 mm średnicy. Powierzchnia łodyg gęsto pokryta była wypustkami łodygi opisywanymi jako kolcopodobne lub łuskowate, osiągającymi do 5 mm długości. W odróżnieniu od mikrofili typowych dla widłaków te łuski pozbawione były wiązki przewodzącej, aczkolwiek na przekrojach łodyg widoczne są liczne wiązki wybiegające z pasm tkanek drewna i przebiegające przez korę pierwotną w kierunku tych wypustek, kończą się one jednak tuż u ich nasady. Nie jest też pewne czy aparaty szparkowe obecne na łodydze występowały także na jej wyrostkach. Łodygę i wypustki pokrywała epiderma z grubą warstwą kutyny.
Łodyga składała się na przekroju z gwiaździstego walca osiowego (o charakterze aktynostelicznym) – kształt walca osiowego na przekroju zainspirował rodzajową nazwę naukową tych roślin. Drewno składało się wyłącznie z cewek, a łyko nie zawierało typowych rurek sitowych. 
Nerkowate zarodnie o długości 7 mm osadzone były na krótkich trzonkach i występowały na powierzchni łodyg pomiędzy liściopodobnymi wypustkami. Otwierały się wzdłuż wąskiej szczeliny na grzbiecie. Zawierały jednakowe zarodniki o średnicy 40–60 μm, pokryte bardzo gęstymi kolcami.

## Siedlisko
Asteroksylony odkryte zostały na stanowisku Rhynie Chert dokumentującym florę i faunę kompleksu źródeł termalnych i efemerycznych zbiorników tworzących się w obszarze, na który nanoszone były piaski i muły przez rzekę. Asteroksylony rosły tam na glebie zasobnej w materię organiczną, przy czym prawdopodobnie gatunek ten tolerować mógł też dość suche siedliska. Towarzyszyły mu inne rośliny naczyniowe: rynia Rhynia gwynne-vaughanii (gatunek dominujący liczebnie), Nothia aphylla, aglaofiton Aglaophyton major, Horneophyton lignieri,  rzadko: Trichopherophyton teuchansii i Ventarura lyonii. Asteroksylony wyrastały ponad pozostałe rośliny osiągające zwykle do ok. 20 cm wysokości. Formacja typowa dla obszaru termalnego zasiedlać musiała poza tym prawdopodobnie podobne siedliska silnie zasolone. 